# Jim Varney
James Albert Varney Jr., detto Jim (Lexington, 15 giugno 1949 – White House, 10 febbraio 2000), è stato un attore, comico e doppiatore statunitense.

## Biografia
Jim Varney nacque a Lexington, nel Kentucky, il 15 giugno 1949 e frequentò la Murray State University, e durante questo periodo iniziò a lavorare come attore in alcune produzioni teatrali. Dalla metà degli anni settanta recitò in diverse serie televisive, approdando nel 1977 alla serie Operazione sottoveste, in cui interpretò il personaggio del marinaio Broom, suo primo ruolo importante.
Grazie alla popolarità ottenuta, Varney iniziò a comparire in numerosi ruoli comici e spot pubblicitari. Gli fu affidato il personaggio di Ernest P. Worrell, che sarà il protagonista di una lunghissima serie di film di successo e di una serie televisiva. Il primo lungometraggio, Ernesto guai in campeggio (1987), incassò circa venticinque milioni di dollari, Per la sua performance Varney ottenne anche una candidatura ai Golden Raspberry Awards, mentre per la serie televisiva Hey, Vern, It's Ernest! (1988), l'attore vinse un Emmy Award. Sino al 1998 Varney recitò in nove film dedicati al personaggio di Ernest, apparendo raramente in altri film. Fra le altre produzioni a cui prese parte, si possono citare fra le più significative A Beverly Hills... signori si diventa (1993) e Daddy & Them - Una famiglia di pecore nere (2001), uscito postumo. Inoltre Varney doppiò il personaggio di Slinky Dog nei film d'animazione Disney-Pixar Toy Story e Toy Story 2.
Morì di cancro ai polmoni il 10 febbraio 2000, nella sua casa a White House nel Tennessee, all'età di 50 anni.

## Filmografia parziale

### Attore

#### Cinema
- Dr. Otto and the Riddle of the Gloom Beam, regia di John R. Cherry III (1986)
- Ernesto guai in campeggio (Ernest Goes to Camp), regia di John R. Cherry III (1987)
- Ernesto salva il Natale (Ernest Saves Christmas), regia di John R. Cherry III (1988)
- Ernesto va in prigione (Ernest Goes to Jail), regia di John R. Cherry III (1990)
- Ernesto e una spaventosa eredità (Ernest Scared Stupid), regia di John R. Cherry III (1991)
- A Beverly Hills... signori si diventa (The Beverly Hillbillies), regia di Penelope Spheeris (1993)
- Ernest Rides Again, regia di John R. Cherry III (1993)
- Ernest Goes to School, regia di John R. Cherry III (1994)
- Slam Dunk Ernest, regia di John R. Cherry III (1995)
- Ernest Goes to Africa, regia di John R. Cherry III (1997)
- Ernest in the Army, regia di John R. Cherry III (1998)
- Tre canaglie e un galeotto (Treehouse Hostage), regia di Sean McNamara (1999)
- Daddy & Them - Una famiglia di pecore nere (Daddy and Them), regia di Billy Bob Thornton (2001) - postumo

#### Televisione
- Operazione sottoveste (Operation Petticoat) - serie TV, 33 episodi (1977-1979)
- Hey, Vern, It's Ernest! - serie TV, 13 episodi (1988)

### Doppiatore
- Toy Story - Il mondo dei giocattoli (Toy Story), regia di John Lasseter (1995)
- I Simpson (The Simpsons) - serie animata (1 episodio, 1998)
- Toy Story 2 - Woody e Buzz alla riscossa (Toy Story 2), regia di John Lasseter (1999)
- Atlantis - L'impero perduto (Atlantis: The Lost Empire), regia di Gary Trousdale e Kirk Wise (2001)

## Doppiatori italiani
Nelle versioni in italiano delle opere in cui ha recitato, Jim Varney è stato doppiato da:
- Massimo Corvo in Ernesto guai in campeggio, Ernesto salva il Natale, Ernesto e una spaventosa eredità
- Alvise Battain nello Speciale 35º Anniversario di Disneyland
- Piero Tiberi ne Lo stile del dragone
- Claudio Fattoretto in Triangolo di fuoco
- Mario Cordova in A Beverly Hills... signori si diventa[4]
- Nino Prester in Daddy & Them - Una famiglia di pecore nere

Da doppiatore è sostituito da:
- Piero Tiberi in Toy Story - Il mondo dei giocattoli, Toy Story 2 - Woody e Buzz alla riscossa
- Ettore Conti in Atlantis - L'impero perduto
- Vittorio Sgarbi in I Simpson